# Норсвестерн-блот

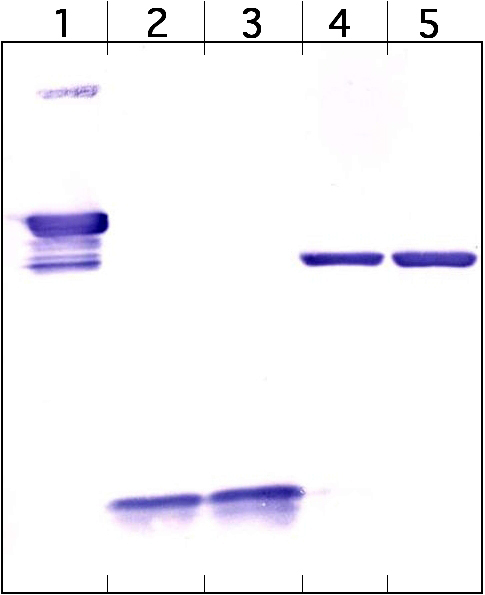
Типові результати.

Норсвестерн-блот — це експериментальна техніка в молекулярній біології, що певною мірою є комбінацією вестерн-блоту та нозерн-блоту; в результаті норсвестерн-блот експерименту можливо виявити взаємодії між РНК та білками. Споріднена техніка, вестерн-блот, використовується для виявлення окремих білків у складних сумішах за допомогою розділення гель-електрофорезом, переносом продуктів розділення на нітроцелюлозну мембрану та обробку мембрани специфічним антитілом з барвником для детекції. Інша споріднена техніка, нозерн-блот, використовується для виявлення РНК; при цьому комплементарні гибридизаційні олігонуклеотиди-зонди використовуються замість антитіл для обробки мембрани з продуктами електрофоретичного розділення. Норсвестерн-блот поєднує в собі елементи вестрен-блоту та нозерн-блоту, що дозволяє специфічно виявляти РНК-білкові взаємодії.

## Історія

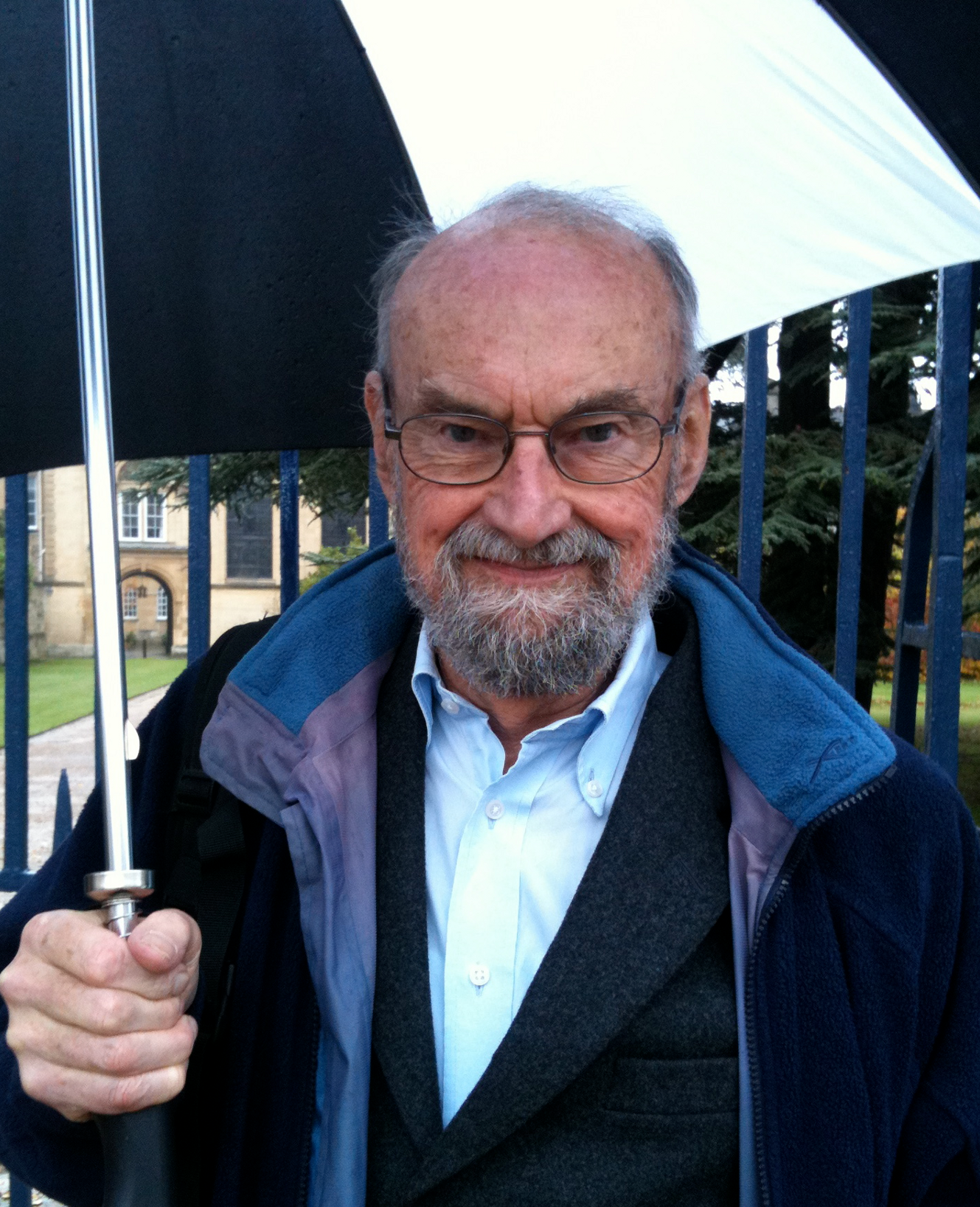
Сер Едвін Саузерн (2012 рік)

Едвіном Саузерном було створено експериментальну методику, що дістала назву саузерн-блот, яка дозволяла детекцію молекул ДНК у сумішах. Після розділення молекул ДНК у суміші за допомогою гель-електрофорезу, продукти розділення переносились на спеціальну мембрану; після цього мембрана оброблялась ізотопно-міченим олігонуклеотид-зондом комплементарним до послідовності, яку потрібно детектувати.  Поява радіоактивних ділянок на мембрані сигналізує про наявність в ній цільової послідовності ДНК. Дуже швидко ця методика була адаптована для детекції інших біомолекул. Результатом стало виникнення вестерн-блоту (детекція білків), нозерн-блоту (детекція РНК), саузернвестерн-блоту (детекція ДНК-білкових взаємодій), істерн-блоту (детекція посттрансляційних модифікацій в білках) та власне норсвестерн-блоту (детекція РНК-білкових взаємодій).

## Особливості техніки
Першим етапом норсвестерн-блоту є розділення РНК-зв'язуючих білків за допомогою електрофорезу. Після цього розділені відповідно до заряду та молекулярної маси білки переносяться на нітроцелюлозну мембрану.
Далі, мембрана обробляються протеїн-вмісним блокуючим розчином, щоб уникнути неспецифічного зв'язування антитіл з мембраною. Після блокування, розчин певної конкурентної міченої РНК додається до мембрани та інкубується, що призводить до зв'язування РНК із відповідними РНК-зв'язуючими білками, якщо вони присутні на мембрані. Час інкубації залежить від концентрацій РНК та білку та константи дисоціації комплексу; типовий час інкубації складає приблизно одну годину. Після цього надлишок РНК відмивається (фосфатний буфер) а потім радіоактивна РНК, що зв'язалась з РНК-зв'язуючими білками, детектується за допомогою ауторадіографії.

## Практичне застосування
Цей метод дає змогу швидко визначити наявність, молекулярну масу та відносну кількість РНК-зв'язуючих білків. Цей метод може бути поєднаний з вестерн-блотом, щоб отримати додаткову інформацію щодо ідентичності окремих білків.

## Переваги та недоліки
Перевагою норсвестерн-блоту є можливість відносно швидко визначити кількість білків, які зв'язуються з певною послідовністю РНК. Він як правило є першим кроком в аналізі РНК-білкових взаємодій та дає первинну інформацію, яка необхідна для подальшого вивчення конкретних білків. 
Недоліком методу є те, що певні РНК-білкові комплекси з малою константою асоціації не можуть бути ідентифіковані.  Використання неоптимальних умов провдення окремих стадій призводить до низького відношення сигнал/шум, що також ускладнює інтерпретацію результатів. Окрім цього, необоротна денатурація білків також може призводити до неможливості ідентифікації їх РНК-зв'язуючих властивостей. Неможливим також є вивчення РНК-білкових комплексів, що включають декілька білкових субодиниць.